# Prendre partit
Prendre partit  (títol original: Taking sides) és una pel·lícula franco-britànico-germano-austríaca dirigida per István Szabó, estrenada  l'any 2002. És l'adaptació de la peça Taking sides de Ronald Harwood. Ha estat doblada al català

## Argument
Després de la Segona Guerra Mundial, les Forces Aliades organitzen una vasta campanya de « desnazificació » a Alemanya. El major americà Steve Arnold (Harvey Keitel) és  encarregat d'investigar si el prestigiós cap d'orquestra Wilhelm Furtwängler, el famós director de l'Orquestra Filharmònica de Berlín en temps del Tercer Reich, va ser un col·laborador dels nazis. Impulsat per una actitud maniquea, intenta inculpar a Furtwängler, sense tenir en compte que si el director no es va rebel·lar contra el règim va ser per poder seguir amb la seva activitat musical.

## Repartiment
- Harvey Keitel: Major Steve Arnold
- Stellan Skarsgård: Wilhelm Furtwängler
- Moritz Bleibtreu: Tinent David Wills
- Ulrich Tukur: Helmut Alfred Rode
- Birgit Minichmayr: Emmi Straube
- Oleg Tabakov: Coronel Dymshitz
- Hanns Zischler: Rudolf Otto Werner
- Armin Rohde: Schlee
- R. Lee Ermey: General Wallace
- Robin Renucci: Capità Vernay
- Frank Leboeuf: un conseller francès
- Thomas Morris: un sergent britànic

## Al voltant de la pel·lícula
- El film ha estat presentat per primera vegada al Festival Internacional de Cinema de Toronto el 13 de setembre de 2001, a continuació al Festival Internacional de Cinema de Berlín el 16 de febrer de 2002 .
- L'ex-futbolista francès Frank Lebœuf, a l'època encara en actiu, apareix breument al film en el paper d'un conseller francès.
- El film ha estat rodat totalment a Alemanya: a Berlín, Dresden i Potsdam.
- Premis
  - 2001: Nominada en els Premis del Cinema Europeu: Millor actor (Stellan Skarsgård)
  - 2002: Festival de Mar del Plata: Millor director i actor (Stellan Skarsgård)